# Gary Urton
Gary Urton, né le 7 juillet 1946, est professeur de civilisations précolombiennes à l'université Harvard. Il obtient son doctorat de l'université de l'Illinois à Urbana-Champaign. Il est d'abord professeur d'anthropologie à l'université Colgate de 1978 à 2001. Urton est un spécialiste de l'archéologie des Andes et particulièrement des quipus, le système d'enregistrement des données statistiques de l'empire Inca aux XVe et XVIe siècles, au moyen de nœuds sur des cordes. Il est l'avocat le plus connu de la thèse selon laquelle les quipus encodaient aussi bien le langage que les données numériques. De 2001 à 2005, il a été distingué du Prix MacArthur.

## Accusations de harcèlement sexuel
Au moment de prendre sa retraite de Harvard en 2020, Urton a été accusé par de nombreuses femmes, qui avaient étudié avec lui, de harcèlement sexuel. En dépit de ces controverses et protestations, Gary Urton a été nommé « émérite » après sa retraite. Cependant, suite à des investigations internes, ce titre lui a été retiré par l’université Harvard en juin 2021, avec interdiction de reparaître sur le campus.

## Publications
- 1981	At the Crossroads of the Earth and the Sky :  An Andean Cosmology.  Latin American Monographs, No. 55.  University of Texas Press.  Austin. 1988 - Paperback edition of At the Crossroads... University of Texas Press. Spanish edition : En el cruce de rumbos de la tierra y el cielo (2006). Cusco : Centro Bartolomé de la Casas.
- 1990	The History of a Myth :  Pacariqtambo and the Origin of the Inkas. University of Texas Press. Austin.  Spanish edition:  Historia de un Mito: Pacariqtambo y el origen de los Inkas.  (2004).  Cusco: Centro Bartolomé de las Casas.
- 1997  	The Social Life of Numbers: A Quechua Ontology of Numbers and Philosophy of Arithmetic. University of Texas Press, Austin.  Spanish edition:  La Vida Social de los Números: Una ontología de los números y la filosofía de la aritmética quechuas.  (2003) Cusco:  Centro Bartolomé de las Casas.
- 1999 Inca Myths. The Legendary Past Series. London :  British Museum Press; and Austin : University of Texas Press. Translations into :  French, Spanish, German, Russian, Korean, Polish, Japanese, Chinese, Greek.
- 2003	Signs of the Inka Khipu : Binary Coding in the Andean Knotted-String Records.  Austin : University of Texas Press. Spanish edition:  Signos del Khipu Inka:  Codigo Binario. (2005) Cusco: Centro Bartolomé de las Casas.
- 2003 Quipu : Contar Anudando en el Imperio Inka / Knotting Accounts in the Inka Empire.  Bi-lingual exhibition catalog for a  joint Harvard University / Museo Chileno de Arte Pre-Colombino (Santiago de Chile) exhibit of khipu (Quipus):  (August, ’03).  Pub. by the MCAP and Harvard University.
- 2008 The Khipus of Laguna de los Cóndores / Los Khipus de la Laguna de los Cóndores. Forma e Imágen.  Lima.
- Gary Urton, Mythes Incas, Édition Seuil, 2004